# Meatusstenose
Als Meatusstenose (von lateinisch meatus ‚Weg, Pfad‘ und griechisch στένωση sténosi, deutsch ‚Verengung‘) bezeichnet man die Verengung der Harnröhrenmündung.

## Ursachen
Die Meatusstenose kann angeboren oder durch Verletzungen und Entzündungen erworben sein. In einigen Fällen kann die Enge auch durch einen gut- oder bösartigen Tumor bedingt sein. Nach Beschneidungen der Penisvorhaut sind auch Meatusstenosen nicht selten als eine mögliche Komplikation bekannt geworden, je nach Studie in der Häufigkeit von bis zu 9–11 %. Dies ist wahrscheinlich auf die Bildung von Epithelzellen im Bereich der Harnröhrenmündung (Verhornung) sowie eine Verletzung der Arteria frenularis zurückzuführen. Diese versorgt die Eichel im Bereich der Harnröhrenmündung.

## Symptome
Obwohl die männliche Meatusstenose häufiger ist, können grundsätzlich Männer und Frauen betroffen sein. Die weibliche Meatusstenose geht mit einer angeborenen Missbildung einher und kann sich durch Infektionen des Harnröhrentraktes und Bettnässen bemerkbar machen. Hauptsymptom der männlichen Meatusstenose ist ein abgeschwächter Harnstrahl, darüber hinaus können eine unzureichende Blasenentleerung, Harnwegsinfektionen, schmerzhaftes Wasserlassen und ein gedrehter oder gespaltener Harnstrahl auftreten. Bei Tumorerkrankungen ist eine Blutbeimengung möglich (Hämaturie).

## Diagnostik
Zunächst ist eine körperliche Untersuchung notwendig. Hierbei kann die Verengung häufig bereits mit bloßem Auge gesehen werden. Weiterhin ist eine Messung des Engegrades über eine sogenannte Harnröhrenkalibrierung erforderlich. Hierbei werden Plastik- oder Metallstäbe (so genannte Bougies) verschiedenen Durchmessers in die Harnröhre eingeführt und somit das Ausmaß der Enge bestimmt. Weiterhin gilt es über eine Harnstrahlmessung mit Restharnbestimmung die urodynamische Relevanz abzuklären. Eine Harnröhrenspiegelung sollte zum Ausschluss von Harnröhrentumoren ebenfalls durchgeführt werden.

## Therapie
Hier ist eine Operation das Mittel der Wahl, da andere Verfahren keine langfristigen Erfolge gezeigt haben. Häufig ist eine Schlitzung (Meatotomie) ausreichend. Bei höhergradigen oder komplizierten Verengungen kann auch eine Rekonstruktion der Harnröhrenmündung, die sogenannte Meatusplastik, notwendig sein. Sind Harnröhrentumoren die Ursache, so erfolgt das operative Vorgehen in Abhängigkeit ihrer Dignität (Artigkeit des Tumors).